# Sepedon senegalensis
Sepedon senegalensis är en tvåvingeart som beskrevs av Macquart 1843. Sepedon senegalensis ingår i släktet Sepedon och familjen kärrflugor. Inga underarter finns listade i Catalogue of Life.